# Az Egyesült Arab Emírségek zászlaja
Az Arab Emírségek zászlaja az Arab Emírségek egyik nemzeti jelképe. A zászlót 1971. december 20-án adoptálták, 1972. január 1-jén vonták fel hivatalosan. A zászló a pánarab színeket mutatja. A vörös az emírségek hagyományos színe. A zöld a termékenységet, a fehér az ország semlegességét, a fekete az ország olajban való gazdagságát szimbolizálja.

Civil zászló alternatív változat. Arányai: 1:2

A civil zászló vörös színű, a felsőszögben a nemzeti zászló található.
Először 1820-ban módosították a Perzsa-öböl partján fekvő arab miniállamok vörös lobogóit, miután a nyolc sejkség uralkodói és a britek aláírták Általános Egyezményüket, amely szerint ezek az államok „a szárazföldön és a tengeren egyaránt vörös zászlót használjanak, felirattal vagy anélkül, tetszésük szerint, fehér szegéllyel.” Ilyen zászlója volt Sardzsának és Rász-el-Haimának, míg Abu-Dzabi, Adzsmán, Dubaj és Umm-el-Kaivein vörös lobogót használt, amelyen fehér függőleges sáv volt a rúd felé eső szegélynél. 1958-ban Abu-Dzabi a fehér sávot fehér felsőszögre cserélte, Umm-el-Kaivein zászlaját pedig fehér félholddal és csillaggal díszítették 1961-ben. 1975-ben Sardzsa uralkodója úgy döntött, hogy emírségének zászlaját az Unió lobogójára cseréli.
A délnyugat-ázsiai szövetségi monarchia hat tagállamának zászlói:
|  |  |  |  |
|  |  |  |  |